# Louis Lipps
Louis Adam Lipps (New Orleans, 9 agosto 1962) è un ex giocatore di football americano statunitense che ha giocato nel ruolo di wide receiver nella National Football League (NFL). Fu scelto nel corso del primo giro (23º assoluto) del Draft NFL 1984 dai Pittsburgh Steelers. Al college ha giocato a football alla Southern Mississippi University

## Carriera
Lipps fu scelto dai Pittsburgh Steelers nel primo giro del Draft 1984. Il compagno di squadra John Stallworth lo prese sotto la sua ala nella sua stagione da rookie. Nella sua prima annata, Lipps stabilì il record NFL per yard su punt da un rookie con 656 yard. Louis ritornò un punt in touchdown e ricevette 45 passaggi per 860 e 9 touchdown su ricezione. Fu premiato come rookie offensivo dell'anno e convocato per il suo primo Pro Bowl.
Nella sua seconda stagione, Lipps ricevette 1.134 yard e segnò 12 touchdown. Fu inserito nel First-team All-Pro dalla Newspaper Enterprise Association (NEA) e dalla Pro Football Writers Association (PFWA) e nel Second-team All-Pro dall'Associated Press (AP). Fu inoltre convocato per il suo secondo Pro Bowl e premiato come giocatore dell'anno degli Steelers. Lipps lottò con degli infortunati nel 1986 e 1987 ma si riprese nel 1988, terminando con 973 yard ricevute e 5 touchdoen. Nel 1989, Lipps guidò ancora la squadra in ricezioni (50), yard ricevute (944) e touchdown su ricezione (5), venendo ancora premiato come miglior giocatore della squadra.
Lipps lasciò gli Steelers per giocare per una stagione con i New Orleans Saints nel 1992, ritirandosi a fine anno.

## Palmarès
- Convocazioni al Pro Bowl: 2

1984, 1985
- All-Pro: 2

1984, 1985
- Rookie offensivo dell'anno - 1984
- PFWA All-Rookie Team - 1984

## Statistiche
| Ricezioni              | 359   |
| Yard ricevute          | 6.019 |
| Touchdown su ricezione | 39    |